# Jesper Green
Jesper Nordraak Green (født 13. november 1970 i Glostrup) er en dansk DJ. Han er også kendt under sit kunstnernavn "DJ Zoo". Sammen med Mikkel Torsting dannede han omkring 1997 gruppen Musikk.